# Норрботтен (провинция)
Норрботтен — историческая провинция (ландскап) в северной части северной Швеции, в историческом регионе Норрланд. Территориально соответствует юго-восточной части лена Норрботтен.

## География
Норрботтен граничит на северо-востоке с Финляндией, на западе с Лаппландом, на юге с Вестерботтеном, а с юго-востока — омывается водами Ботнического залива.

## История
История Норрботтена отличается от истории других исторических провинций Швеции. Обычно эти историко-культурные образования, не имеющие какого-либо административного значения, имеют неизменные в течение столетий названия и границы. Так, территория нынешней провинции Норрботтен ранее относилась к провинции Вестерботтен, противопоставляясь тем самым Эстерботтену на другом, финском берегу Ботнического залива. Ещё севернее находилась провинция Лаппланд, административно входившая, наряду с Вестерботтеном, в лен Вестерботтен.
По итогам русско-шведской войны в 1810 году Финляндия, включая весь Эстерботтен и восточные части Вестерботтена и Лаппланда (за реками Турнеэльвен и Муониоэльвен) была отделена от Швеции. Сразу после этого оставшаяся часть лена Вестерботтен была разделена на две части — на севере был образован лен Норрботтен, включивший в себя северные шведские части провинций Вестерботтен и Лаппланд. После этого начался процесс культурной самоидентификации жителей Норрботтена, в целом нехарактерный для Швеции — при различии исторических границ провинций и административных границ ленов, в остальных случаях люди обычно культурно идентифицируют себя на основе именно провинций. В результате этого процесса северная часть провинции Вестерботтена (но не Лаппланда) стала постепенно приобретать атрибуты отдельной провинции: символ-растение, символ-животное, символ-птицу и символ-рыбу. После долгих дебатов в 1995 году был официально утвержден герб провинции Норрботтен, тем самым завершив признание региона как полноценной провинции.